# Dániel Zsóri
Dániel Zsóri (nacido el 14 de octubre de 2000) es un futbolista profesional húngaro nacido en Rumania que juega como delantero en el Budafoki MTE, cedido por el Fehérvár.

## Trayectoria

### Debreceni
Debreceni firmó con Zsóri en septiembre de 2017. Fue ascendido a la selección absoluta en la temporada 2018-19 por el entrenador András Herczeg, quien lo seleccionó para su primera experiencia en la Copa de Hungría contra Teskánd el 31 de octubre de 2018. Zsóri debutó en la Nemzeti Bajnokság I durante un partido en casa contra el Ferencváros, el 16 de febrero, y el delantero sustituyó a Márk Szécsi antes de marcar un gol en el minuto 90 en el Estadio Nagyerdei para que Debreceni ganara 2-1; el gol fue preseleccionado para el Premio Puskás, que luego ganó.

### Fehérvár
El 1 de septiembre de 2019, Zsóri completó una transferencia al Fehérvár. Después de cinco apariciones en cinco meses para ellos fue cedido en enero de 2020 al Budaörsi SC de la Nemzeti Bajnokság II.  Marcó el gol de la victoria en su debut contra el Dunakanyar-Vác FC el 2 de febrero. Apareció cuatro veces en total para el Budaörs, en una temporada que terminó prematuramente debido a la pandemia de COVID-19. En junio siguiente, Zsóri volvió a dejar Fehérvár cedido después de acordar los términos con el recién ascendido a la Nemzeti Bajnokság I, el Budafoki MTE.

## Clubes
| Club             | País    | Año             |
| ---------------- | ------- | --------------- |
| Debreceni        | Rumania | 2018 - 2019     |
| Fehérvár         | Rumania | 2020            |
| Budaörs (cedido) | Rumania | 2020            |
| Budafoki MTE     | Rumania | 2020 - presente |

## Palmarés

### Distinciones individuales
| Distinción    | Año  |
| ------------- | ---- |
| Premio Puskás | 2019 |